# Distretto di Negrine
Il distretto di Negrine è un distretto della provincia di Tébessa, in Algeria, con capoluogo Negrine.